# Ferrovie Kōnan
La Ferrovie Kōnan (弘南鉄道?, Kōnan Tetsudō) è una compagnia ferroviaria giapponese che gestisce due linee ferroviarie, con sede nella città di Hirakawa, nella prefettura di Aomori.
L'azienda un tempo gestiva una rete di autobus, che è stata scorporata nel 1941 in una società separata. Tra il 1° novembre 1984 e il 1° aprile 1998, la società gestì anche la linea Kuroishi, un'ex linea delle Ferrovie Nazionali Giapponesi, poi abolita.

## Storia
La compagnia fu fondata il 27 marzo 1926 e aprì la linea Kōnan tra le stazioni di Hirosaki e Tsugaru-Onoe il 7 settembre 1927. Il 24 giugno 1931 entra nel settore degli autobus, ma il 17 aprile 1941 la divisione autobus viene ceduta alla Kōnan Bus.
Il 1º luglio 1948, la linea Kōnan fu elettrificata a 600 V CC ed estesa fino alla stazione di Kuroishi il 1° luglio 1950.
Il 25 luglio 1949 fu fondata la Ferrovia elettrica Hirosaki (弘前電気鉄道?, Hirosaki Denki-Tetsudō) che collegò la stazione di Ōwani con la stazione di Chūō-Hirosaki entro il 26 gennaio 1952.
Nell'aprile 1954 la tensione sulla linea venne aumentata da 600 V CC a 750 V CC e a 1500 V CC il 1º settembre 1961.
Il 1º ottobre 1970, la Ferrovia elettrica Hirosaki fu acquistata dalla Ferrovie Kōnan e la sua linea ferroviaria fu ribattezzata linea Ōwani.
Il 1° novembre 1984 l'ex linea Kuroishi delle Ferrovie Nazionali Giapponesi viene privatizzata dal governo giapponese ed acquistata dalla Ferrovie Kōnan e ribattezzata linea Kōnan Railway Kuroishi, ma venne successivamente chiusa nel 1998.

## Linee ferroviarie
La compagnia gestisce due linee ferroviarie regionali: la Linea Kōnan, che collega la stazione di Hirosaki nella città di Hirosaki e la stazione di Kuroishi nella città di Kuroishi, e la Linea Ōwani, che collega Hirosaki con la stazione di Ōwani sulla linea principale Ōu della JR East.
- Linea Kōnan (弘南線?): Hirosaki - Kuroishi (16,8 km, 13 stazioni)
- Linea Ōwani (大鰐線?): Ōwani - Chūō-Hirosaki (13,9 km, 14 stazioni)

## Materiale rotabile
La Ferrovie Kōnan utilizza convogli che in precedenza appartenevano alla compagnia Tōkyū.

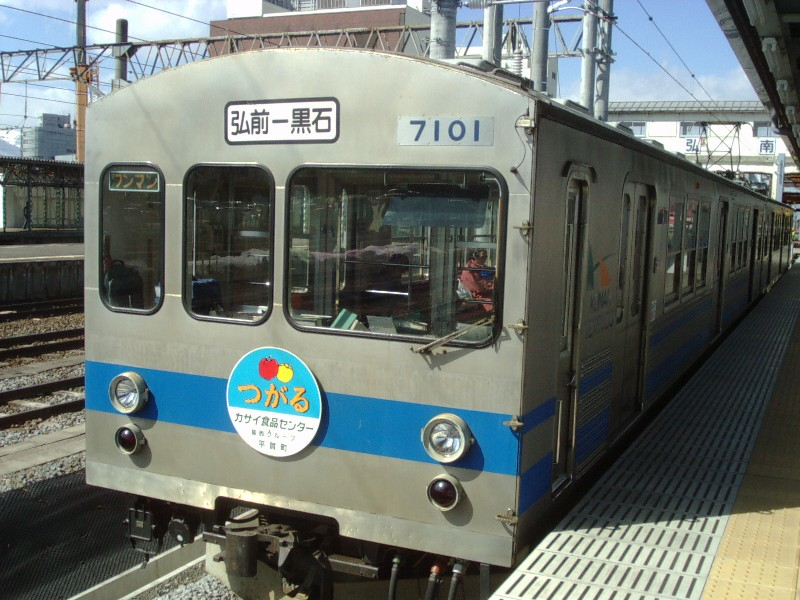
Serie 7000
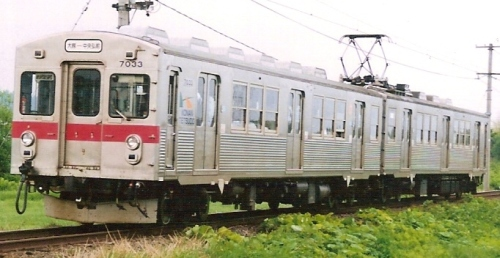
Serie ED33
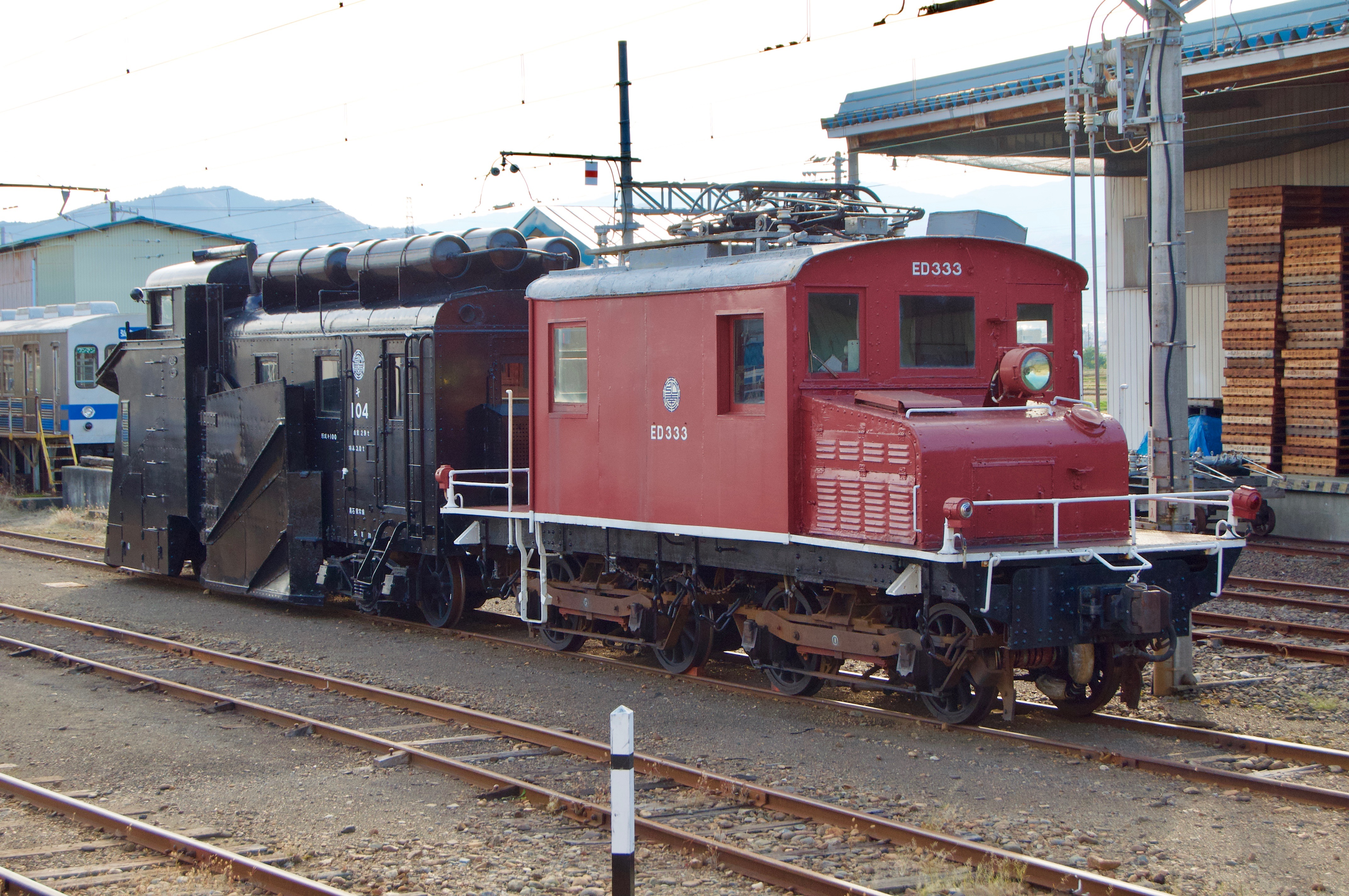
Serie ED22
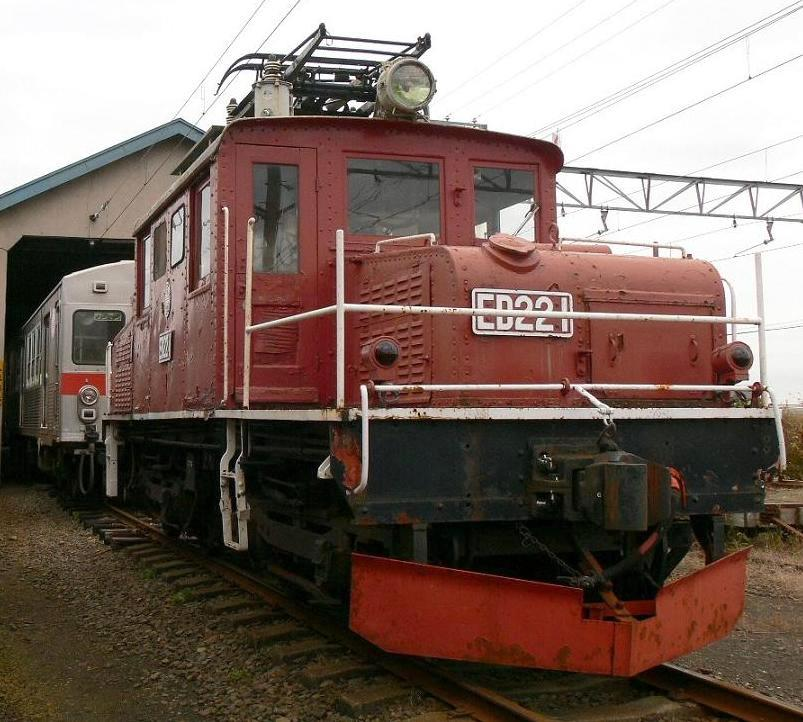
Serie ED22
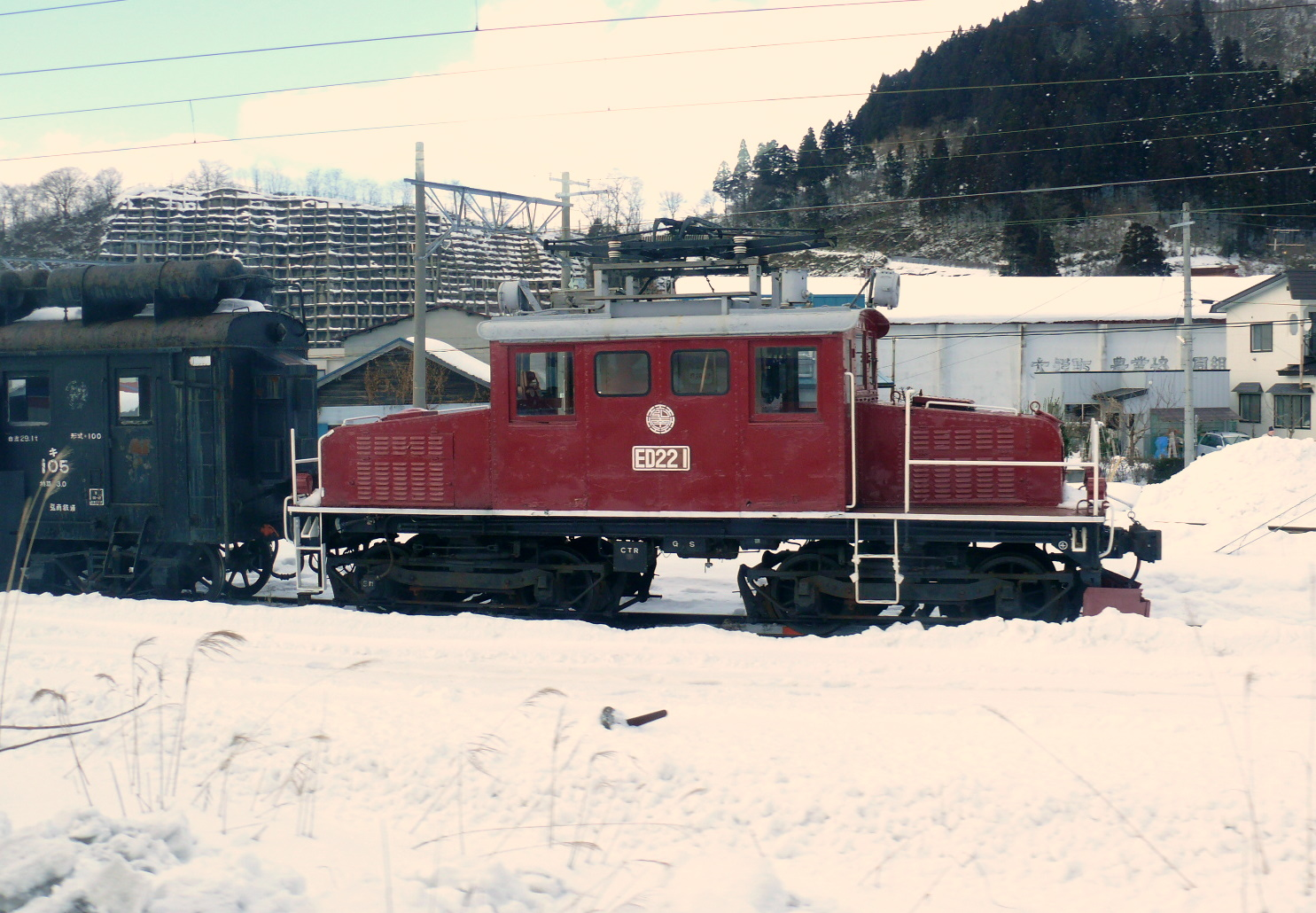
Serie ED22

- Serie 7000
- Serie 7000
- Serie ED33
- Serie ED22
- Serie ED22